# Kar Lovushka
Kar Lovushka (englische Transkription von russisch Кар Ловушка Kar Lowuschka, deutsch ‚Fallen-Kar‘) ist ein Gebirgspass in den Prince Charles Mountains des ostantarktischen Mac-Robertson-Lands. In der Aramis Range liegt er auf der Nordseite des McLaren Ridge bzw. am Kopfende des Battye-Gletschers.
Russische Wissenschaftler benannten ihn.